# Eugerda arctica
Eugerda arctica är en kräftdjursart som beskrevs av Jörundur Svavarsson 1988. Eugerda arctica ingår i släktet Eugerda och familjen Desmosomatidae. Inga underarter finns listade i Catalogue of Life.